# Chiesa di Santa Maria Maggiore (Tivoli)

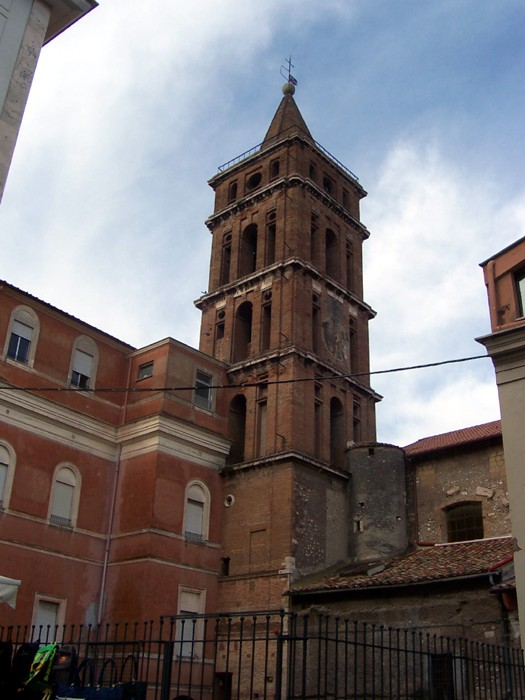
Campanile

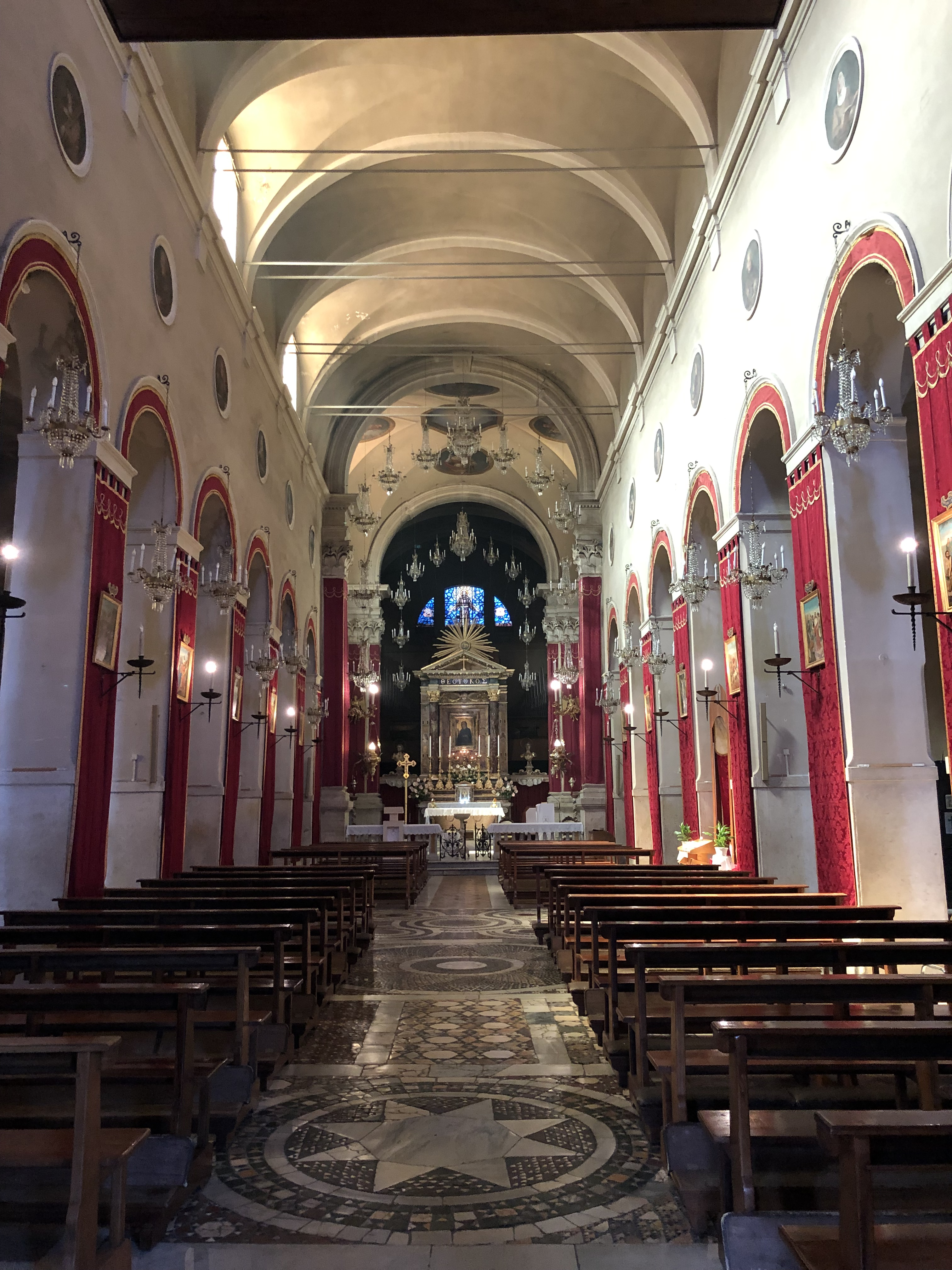
Interno

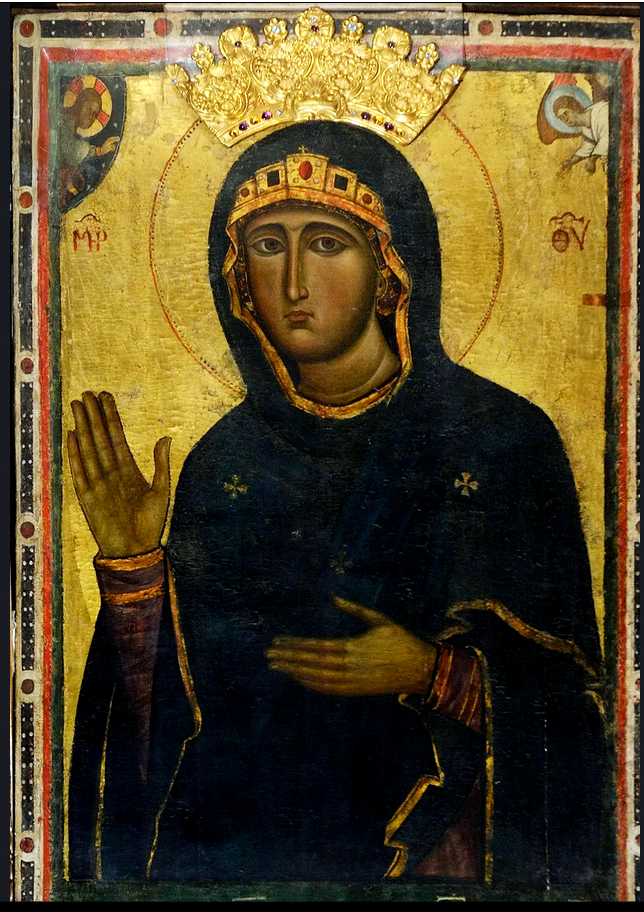
Icona della Madonna Avvocata

La chiesa di Santa Maria Maggiore, detta anche chiesa di San Francesco, è un luogo di culto cattolico di Tivoli, in provincia di Roma, sede vescovile della diocesi di Tivoli. La chiesa si trova in piazza Trento, nel rione Santa Croce, ed è sede della parrocchia di Santa Croce.

## Storia
Una leggenda attribuisce al tiburtino papa Simplicio (468-483) la costruzione della chiesa sui ruderi della residenza romana dello storico Gaio Sallustio Crispo (I sec. a.C.); il pontefice avrebbe consacrato il luogo sacro dedicandolo alla Beata Vergine. Studi più approfonditi fanno risalire la costruzione agli anni della grande rinascita carolingia. I benedettini di Farfa avrebbero quindi innalzato la prima chiesa e il convento attiguo nel IX secolo. La chiesa prese il nome di S. Maria Maggiore perché era il più importante edificio sacro di Tivoli dedicato alla Madonna, ma attualmente è più nota con la denominazione popolare di S. Francesco, dai Frati francescani che tuttora la officiano.
La chiesa primitiva aveva un ingresso diametralmente opposto all'attuale. Intorno al 1130 fu forse finanziato l'ampliamento della chiesa originaria, spostando l'ingresso nell'attuale posizione, con l'apertura di tre arcate per trasformare in portico un corpo di fabbrica che si ritiene collegasse la chiesa con il primitivo monastero benedettino. Altri lavori si ebbero alla fine del Duecento, quando venne inserito il rosone nella facciata, fu realizzato il portale gotico in marmo che dà accesso alla navata centrale e fu costruito l'attuale coro, decorato da affreschi coevi con motivi architettonici e ornamentali. Alla fine del Trecento furono tamponati gli archi laterali del portico, mentre quello centrale fu sostituito dall'odierno portale tardo-gotico, sormontato da un tabernacolo a doppio spiovente di tipo accennante all'ogiva, entrambi eseguiti dallo scultore Angelo da Tivoli nel 1392 su commissione del capomilizia Nicola Brunelli, come ricorda l'iscrizione in caratteri gotici sulla facciata della chiesa, sopra il portale e alla base del tabernacolo.
Nel 1550 il vecchio monastero benedettino, che era stato adibito a palazzo del governo, vide l'ingresso come governatore del cardinale Ippolito II d'Este (1509-1572), che lo fece trasformare nell'attuale villa d'Este e che nella chiesa venne sepolto dopo la sua morte.

## Descrizione
La chiesa, a tre navate, presenta cappelle laterali solo a sinistra; a parere di molti, anche nella navata destra si aprivano cappelle, che sarebbero state distrutte durante le trasformazioni rinascimentali, quando fu ampliata l'area per l'ingresso al palazzo estense. In realtà tali cappelle non sono mai esistite, come dimostrava la presenza della muratura medievale sulla parete esterna della navata destra, visibile dal cortile del palazzo d'Este fino agli ultimi restauri. Nel nartece si possono ammirare il portale gotico in marmo e il tabernacolo rinascimentale, che racchiude un affresco della Madonna col Bambino del XIII secolo. Il campanile, cominciato nel 1590 e portato a termine nel 1602, è stato restaurato tra la fine del 2020 e l'inizio del 2021. Esso riprende forse il disegno dell'architetto ferrarese Giovanni Alberto Galvani (morto a Tivoli nel 1586), che aveva lavorato anche a Villa d'Este.

### Opere artistiche
- Il portale gotico situato nell'atrio e che immette nella navata centrale.
- Il tabernacolo marmoreo in stile fiorentino del XV sec., situato sulla parete di destra entrando, che include un affresco di scuola romana della seconda metà del XIII sec., raffigurante la Vergine con in seno il Bambino, circondata da angeli.
- Nella navata centrale il bellissimo pavimento cosmatesco, commissionato dalla devota Maria, moglie di Leone Bonini, nel XIII sec. e restaurato di recente. Altri resti cosmateschi, appartenenti in origine alla recinzione corale, all'iconostasi e al ciborio, sono collocati sul lato destro dell'atrio, ai lati e dietro l'altare maggiore.
- Nella navata destra un pregevole Crocifisso ligneo attribuito a Baccio da Montelupo (1469-1523 ca.).
- Nella navata sinistra la cappella di San Francesco, decorata da affreschi attribuiti alla scuola dei fratelli Zuccari (seconda metà del XVI sec.), finalmente restaurati in gran parte dopo anni di abbandono, e una tavola con Sant'Antonio di Padova, quasi sicuramente di Antoniazzo Romano (1430/35-1508).
- Molto belle sono le opere collocate nel presbiterio, eretto fra il 1577 e il 1582 su commissione del cardinale Luigi d'Este, che voleva far collocare sulle pareti laterali il mausoleo proprio e quello dello zio Ippolito, la cui esecuzione aveva affidato allo scultore Silla Longhi (Viggiù 1569 - Roma 1622), che però non li realizzò mai. I lavori del presbiterio, che è la parte della chiesa riservata al clero officiante, furono diretti dal Galvani, che si attenne ai disegni forniti dagli architetti Francesco da Volterra (1535 ca. - 1594) e Annibale Lippi (nato probabilmente a Firenze e attivo a Roma nella seconda metà del '500, figlio del più celebre Nanni di Baccio Bigio). Al centro è la lapide sepolcrale dei cardinali Ippolito, Luigi e Alessandro d'Este, messa nel giusto valore dal restauro eseguito nel 2001, in occasione del 150° dell'incoronazione della Madonna delle Grazie, per volontà dell'allora vescovo di Tivoli Pietro Garlato.
- L'altare maggiore, eretto nel 1592, racchiude una preziosa tavola raffigurante la Madonna Avvocata, attribuita a Jacopo Torriti, pittore di scuola romana della fine del Duecento, autore dei mosaici absidali delle basiliche di San Giovanni in Laterano e Santa Maria Maggiore e di affreschi nella basilica superiore di San Francesco in Assisi. Secondo alcuni studiosi l'icona sarebbe stata un rifacimento sette-ottocentesco della pittura originale, ma le indagini più recenti hanno portato a rigettare quest'ipotesi (vedi gli studi di Dora Catalano e Alessandro Tomei citati in Bibliografia).
- Sulla parete di sinistra è situato il trittico firmato dal pittore Bartolomeo da Siena, che lo realizzò intorno al 1430. Nella parte centrale è raffigurata la Madonna assisa in trono con il Bambino in braccio, nel pannello alla sua destra è San Francesco mentre in quello a sinistra è rappresentato San Ludovico d'Angiò. Se il trittico si chiude ecco comparire la raffigurazione dell’Annunciazione. Sopra il trittico è una Madonna di scuola senese del Trecento.
- Sulla parete di destra appare la splendida ancona lignea della Vergine in trono col Bambino, affiancata dai santi Lorenzo e Francesco (a sinistra), Giuseppe e Bernardino (a destra). Nella lunetta è l'Incoronazione della Vergine, mentre nella predella sono visibili varie figure di Santi. L'ancona è stata attribuita da alcuni alla scuola di Luca Signorelli (fine del XV sec.), ma secondo altri sarebbe opera di un allievo del pittore cornetano Monaldo Trofi (1480-1537) e quindi databile ai primi del Cinquecento.
- A ridosso della parete di fondo dell'abside, sulla coeva cantoria trova luogo l'organo a canne, realizzato da Ponziano Bevilaqua nel 1978 su progetto di Giuseppe Agostini. A trasmissione elettrica, dispone di 55 registri su tre manuali e pedale.